# Opticks
Opticks (o “Un tractat de les reflexions, refraccions, inflexions i colors de la llum”) és el resum de fragments del Llibre Primer, Segon i Tercer d'Òptica d'Isaac Newton. El llibre comença amb una petita introducció on ens explica succintament el contingut del tractat i provarà les propietats de la llum amb mètodes experimentals.